# Pokémon Pikachu
Pokémon Pikachu, também conhecido como Pocket Pikachu (ポケットピカチュウ) no Japão, é uma série limitada de dois animais de estimação digitais Pokémon portáteis (semelhante ao Tamagotchi) apresentando o famoso Pokémon elétrico amarelo, Pikachu. Lançado em 27 de março de 1998 no Japão (2 de novembro de 1998 na América do Norte), foi concebido como um brinquedo de exercício e mencionado pelo Guinness World Records como o brinquedo de exercício mais popular de sua época.

## Jogabilidade
O primeiro lançamento, uma unidade amarela semelhante a um Game Boy, apresenta uma tela LCD preta e branca usada para exibir animações das atividades de Pikachu. A jogabilidade difere um pouco de outros bichinhos virtuais portáteis porque o Pikachu não precisa ser alimentado, regado ou limpo depois. Em vez disso, a unidade Pokémon Pikachu pode ser amarrada a um cinto e usada como um pedômetro. A cada vinte passos que ele conta, o Pokémon Pikachu credita ao usuário um watt, uma moeda virtual usada para comprar presentes do Pikachu. Atividades adicionais tornam-se disponíveis conforme o jogador passa mais tempo com seu Pikachu virtual. Se negligenciado, Pikachu expressará raiva e eventualmente se recusará a reconhecer o jogador.
O segundo lançamento, Pokémon Pikachu 2 GS, está disponível em uma caixa transparente e prateada com uma tela colorida com mais animações. Ele possui uma porta infravermelha para interagir com Pokémon Gold, Silver e Crystal através da opção Mystery Gift, que utiliza a porta de comunicação infravermelha embutida do Game Boy Color. Isso permite aos jogadores trocar watts por itens nos jogos de Game Boy. Embora haja uma limitação de quanto o modo Mystery Gift pode ser usado entre cartuchos de Game Boy, o único limite do Pokémon Pikachu é o de watts disponíveis (e é bloqueado por região). Watts também podem ser enviados para outras unidades Pokémon Pikachu 2.

## Outros modelos
Pokémon e seu personagem Pikachu não são as únicas franquias de mídia usadas por este dispositivo feito pela Nintendo. Sakura Taisen, uma franquia de mídia da SEGA e licenciada pela RED Entertainment lançou um animal de estimação virtual com pedômetro no mesmo estilo do Pokémon Pikachu 2 chamado Pocket Sakura (ポケットサクラ). Foi lançado junto com Sakura Taisen GB; eles foram desenvolvidos por Jupiter. A Sega não pôde publicar nenhum deles porque eles eram rivais da Nintendo na época, então a publicação foi feita pela Media Factory.
Da mesma forma, a Sanrio, responsável pela franquia Hello Kitty, licenciou para a Nintendo o desenvolvimento do Pocket Hello Kitty. Este apresentava um design semelhante ao do primeiro Pokémon Pikachu, com um jogo baseado na Hello Kitty e seus amigos, disponível em uma caixa de cor rosa.

## Pokéwalker
Um dispositivo semelhante ao Pokémon Pikachu, chamado Pokéwalker, vem embalado com Pokémon HeartGold e SoulSilver e se comunica diretamente com os cartões de jogo via infravermelho. Ele permite que o jogador transfira um Pokémon por vez de seu HeartGold ou SoulSilver. O usuário pode capturar Pokémon e encontrar itens gastando watts.